# Volilna kneževina Bavarska
Volilna kneževina Bavarska, volilna kneževina Svetega rimskega cesarstva.
Obravnavano je obdobje od vestfalskega miru (1648) do leta 1805, ko je Sveto rimsko cesarstvo že razpadalo. Prvih trideset let tega obdobja je Bavarska preživela v miru, potem pa so njeni volilni knezi začeli hrepeneti po večji politični pomembnosti. Maksimilijan II. Emanuel je precenil realno moč kneževine, ko se je nespretno potegoval za Špansko Nizozemsko, in s tem leta 1704 nakopal Bavarski desetletno avstrijsko okupacijo. Napako je ponovil njegov sin, ki se je proti Avstrijcem potegoval za položaj cesarja. Cesarsko krono je sicer dosegel kot Karel VII., toda istočasno je Avstrija ponovno zasedla München. Njegov sin Maksimilijan III. Jožef se je potem lotil notranje prenove države v smislu razsvetljenega absolutizma. Leta 1777 se je Bavarska združila s Palatinatom. Posodabljanje države se je nadaljevalo v novem stoletju, tedaj po navdihu naprednih idej iz Francije. V iskanju možnosti za ohranitev čim večje samostojnosti, se je Bavarska leta 1805 povezala s Francijo in bila povzdignjena v kraljevino.

## Uvod
Vojvodina Bavarska je prvič postala volilna kneževina leta 1214, ko je cesar Friderik II. Ludviku I. Kelheimerju za zasluge dodelil Renski palatinat in čast volilnega kneza. Ob ločitvi ozemelj palatinskih in bavarskih Wittelsbachov leta 1329 na družinskem sestanku v Paviji je bilo dogovorjeno, da si bosta veji volilno čast izmenjavali. Vendar je cesar Karel IV. Luksemburški to prakso leta 1356 prekinil z zlato bulo, v kateri je volilni glas dodelil Renskemu palatinatu, ki je bil tedaj njegov politični zaveznik, medtem ko je bila Bavarska njegov nasprotnik in tekmec.
Izguba statusa volilne kneževino je bavarske vojvode težila vse do leta 1623, ko je cesar Ferdinand II. Habsburški med tridesetletno vojno, za zasluge v bojih proti protestantom (in protestantskemu Palatinatu), vojvodi Maksimilijanu I. vrnil palatinski volilni glas. Z vestfalskim mirom (1648) je bila vrnitev mednarodno potrjena, obenem pa je bil Renskemu palatinatu dodeljen nov (osmi) volilni glas. Bavarski je bilo tudi dovoljeno, da je obdržala Zgornji Palatinat, ki je bil med vojno popolnoma opustošen.
Po vestfalskem miru sta Španija in Francija nadaljevali vojno še do pirinejskega miru leta 1659. Kmalu po njem je v Franciji zavladal kralj Ludvik XIV. in glavna skrb male Bavarske je bila, kako v miru krmariti med Burboni in Habsburžani.

## Trideset let miru
Vojna je pustila Bavarsko v velikem razdejanju in težkem finančnem položaju. Ostareli in vztrajni Maksimilijan I. je razpustil vojsko in v treh letih do svoje smrti nekako uredil finance, tako da je njegov sin Ferdinand Marija (1651-79) lahko začel z obnovo dežele. Pri vladanju se je precej opiral na svetovalce, življenje na münchenskem dvoru pa je prepuščal svoji ženi, živahni in duhoviti Henriette Adelheid, hčerki savojskega vojvode Viktorja Amadeja I. Ta se je navduševala nad kulturo in bliščem francoskega dvora, vabila italijanske baročne umetnike, prirejala zabave in svetlobne vodne predstave. Tudi knezov svetovalec, od leta 1662 dejanski kreator bavarske politike in od leta 1677 tudi kancler, sposoben pravnik Kaspar von Schmidt, je prihajal iz kneginjinega kroga.
Glavna skrb kneza je bila, da po dolgotrajni vojni zagotovi deželi mir. Vodil je zadržano politiko in se ni pustil pritegniti v nobene spore med sosednjimi državami. Po tehtnem premisleku ni pristal na prigovarjanje Francozov (kardinala Mazarina) in Švedov naj sprejme kandidaturo za cesarja in je raje podprl avstrijskega kandidata Leopolda I., ne le zato, da bi ohranil mir, ampak si je tako tudi zagotovil podporo Habsburžanov v tekmovanju z bratrancem iz Renskega palatinata (Karlom I. Ludvikom) za vikariat severno-nemškega okrožja. Ni se pustil pritegniti v devolucijsko vojno (1666-67). Leta 1670 je sklenil desetletno zavezništvo s Francijo, v katerem se je zavezal, da bo podprl francoske zahteve pri nasledstvu v Španiji. Zavezništvo je prineslo Bavarski letno podporo v denarju, ki bi se še občutno zvečala, če bi se Bavarska pridružila Franciji v vojni. Kljub temu je knez ostal nevtralen v vojni Francije z Nizozemsko (1672-78). V tridesetih letih njegovega vladanja so se bavarski vojaki bojevali samo v letih 1662-64 na strani Avstrije proti Turkom; bavarska konjenica je leta 1664 znatno prispevala k zmagi pri Monoštru na Rabi.
Gospodarstvo je tudi na Bavarskem skušalo slediti načelom tedaj novega merkantilizma; poudarek je bil dan na obnovi in razvoju kmetijstva; žito, živino, sol in les so spet izvažali v velikih količinah; dosegli so tudi nekatere uspehe v manufakturni proizvodnji. 
Leta 1663, ob rojstvu težko pričakovanega princa Maksimilijana, se je začela gradnja mogočne baročne cerkve svetega Kajetana in samostana teatincev, za vojvodinjo pa grad Nymphenburg, oboje v Münchnu (po osnutkih italijanskega arhitekta Agostina Barellija). Baročno so bili obnovljeni tudi samostani v Zgornjem Palatinatu, ki so bili leta 1556 (pod oblastjo protestantskega Palatinata) sekularizirani.

## Prizadevanja za večjo vlogo v evropski politiki
Povsem iz drugega testa kot oče je bil volilni knez Maksimilijan II. Emanuel (1679-1726). Po duši vojak, zelo aktiven a premalo premišljen, se je najprej povezal s cesarjem v defenzivno zvezo in v letih 1683-88 dosegel z bavarsko vojsko vrsto odmevnih zmag proti Turkom. V pfalški nasledstveni vojni (1688-97) se je boril proti Franciji in bil 1692 imenovan za kraljevega namestnika v Španski Nizozemski. Kot soprog hčerke cesarja Leopolda I., Marije Antonije, pa je videl pred sabo še večji uresničljivi cilj: njegovega sina, princa Jožefa Ferdinanda, je španski kralj Karel II., ki je bil brez otrok, določil za svojega dediča. Toda princ je februarja 1699 nepričakovano umrl.
Da bi dobil vsaj Špansko Nizozemsko, se je Maksimilijan v oblikovanju novih zavezništev v španski nasledstveni vojni odločil za sodelovanje s Francijo. Po začetnih uspehih je leta 1704 izgubil odločilno bitko pri Höchstädtu, po kateri je cesarska vojska zasedla Bavarsko. Medtem ko se je Maksimilijan na Nizozemskem boril naprej (in s porazom pri Ramiliesu 1706 izgubil tudi Špansko Nizozemsko), sta v letih 1705-6 na Bavarskem izbruhnili kmečki vstaji, ki ju je cesarska vojska krvavo zadušila.
Maksimilijan II. Emanuel je z rastatskim mirom 1714 dobil nazaj svojo bavarsko dediščino. Čeprav so njegove aktivnosti deželi prinesle sámo gorje in dolgove, pa je ostal v spominu bavarskega človeka, kot Plavi knez, zgled baročnega junaka.
Čeprav so bili vojaški potenciali Bavarske do kraja izčrpani, je volilni knez Karel Albert (1726-45) nadaljeval očetovo prenapeto politiko. V družbi Francije in Prusije, ki tudi nista priznavali pravice Marije Terezije do nasledstva po očetu, je kot zet cesarja Jožefa I. leta 1740 zahteval celotno dediščino avstrijske rodbine. V nasledstveni vojni, ki je sledila, je sprva dosegel uspehe (zasedba Zgornje Avstrije in Češke), dva dni po njegovem kronanju za cesarja Karla VII. (1742) pa so avstrijske čete ponovno zasedle München. Spor se je končal z njegovo smrtjo tri leta kasneje.

## Notranja prenova države
Maksimilijan III. Jožef (1745-77) je nehal sodelovati v avstrijski nasledstveni vojni in se z mirovnim sporazumom v Füssnu leta 1746 odpovedal vsem zahtevam po dedovanju zunaj Bavarske. S tem je bilo konec prizadevanj, da bi Bavarska postala pomembna srednjeevropska država. Volilni knez se je lahko posvetil notranjim reformam, ki jih je vodil v duhu razsvetljenega absolutizma. Wigiläus Freicher von Kreittmayer je pripravil novo pravno ureditev. Leta 1759 je bil ustanovljen zametek bavarske akademije znanosti, izdanih je bilo nekaj ukrepov, ki so omejevali cerkev, leta 1773 je bil ukinjen jezuitski red. V gospodarstvu je bilo še vedno na prvem mestu kmetijstvo (vpeljali so krompir). Širše je postal poznan porcelan v stilu rokokoja iz Neudecka, kasneje je bila proizvodnja prestavljena v Nymphenburg.
Toda Bavarska je ostala kmečka dežela z majhnim številom mest. Prebivalstvo je še naprej gojilo mistiko tridentinskega koncila in razsvetljenskih idej svojega kneza ni razumelo. Veliko novega samostojnega duhovnega življenja pa se je porajalo v številnih samostanih, kot so benedektinski samostani v Pollingu (s knjižnico 80.000 zvezkov), v Tegernsee, St. Emmeram v Regensburgu, premonstratentski samostan v Steingadenu in seveda na univerzi v Ingolstadtu in münchenski akademiji.

## Ponovna združitev s Palatinatom
Z Maksimilijanom III. Jožefom je izumrla bavarska veja Wittelsbachov. Nasledil ga je volilni knez Palatinta iz veje Pfalz-Sulzbach, Karel Teodor (†1799), ki je po 450 letih združil dediščino bavarskih in palatinskih Wittelsbachov: Bavarsko, Neuburg (Mladi Palatinat), Palatinat, Berg in Jülich. Novo nalogo je prevzel nerad; svoj mannheimski dvor je prenesel v München.
Nasledstva Karla Teodorja ni priznaval cesar Jožef II., ki je del Stare Bavarske zahteval zase, da bi povečal pomen Avstrije v srednjeevropski politiki. Zastrašen od Avstrije in tudi sam le s pol srca pri stvari, je Karel Teodor januarja 1778 popustil avstrijskim zahtevam po dediščini wittelsbaške podveje Straubing in se zavezal, da bo kasneje Avstriji prepustil vso Staro Bavarsko, če bo Jožef II. priskrbel dedne kneževine njegovim številnim nezakonskim sinovom. Ko so po podpisu pogodbe Avstrijci takoj vkorakali v pogodbeno ozemlje, je Bavarsko zajelo ogorčenje, pruski kralj Friderik II. pa je v odgovor junija vdrl na Češko, vendar se je v oktobru umaknil, ker ga Francija in Rusija nista podprli. V tem času je njegova vojska na Češkem pojedla vse zaloge krompirja, zato se ta (bavarska nasledstvena) vojna imenuje tudi krompirjeva vojna. Spor se je zaključil z mirom v Teschnu, po katerem je Bavarska morala Avstriji odstopiti Innviertel (ozemlje na desnem bregu Inna med rekama Donavo in Salzachom z mesti Braunau, Schärding in Ried).
Misel o zamenjavi ozemelj pa je ostala. Leta 1784 je bila pripravljena nova skrivna pogodba o zamenjavi Bavarske za Avstrijsko Nizozemsko (ki bi Karlu Teodorju skupaj s Palatinatom omogočila ustanoviti Burgudsko kraljestvo). Zamisel ni bila všeč Franciji in Prusiji. Friderik II. je (ne samo v ta namen) leta 1785 ustanovil knežjo zvezo, v katero je v stopila večina posvetnih in cerkvenih državnih knezov, ki so se izrekli proti zamenjavi; za propad zamisli pa je bilo odločilno nasprotovanje prebivalcev Avstrijske Nizozemske.
Barantanje z bavarskimi ozemlji, zasedba najlepših službenih položajev po prišlekih iz Palatinata, ustanovitev bavarske podružnice malteškega viteškega reda, za katerega je Karel Teodor porabil ves denar, ki ga je prejšnji knez namenil šolstvu, so razpoloženje ljudi obrnili proti Karlu Teodorju (začeli so mu pripisovati polno slabih lastnosti, ki jih v resnici ni imel). Gospodarski uspehi njegovega vladanja so bili zmerni, med njimi izsušitev zamočvirjenih ozemelj ob Donavi, nove ceste, 18 novih vasi za priseljence iz Palatinata in Frankovske. Veliko denarja je bilo vloženega v kulturo, sijajne zgradbe, angleški park v Münchnu.

## Francoska nevarnost
V prvi koalicijski vojni med revolucionarno Francijo na eni in Avstrijo in Prusijo na drugi strani, ki so se vse tri ozirale po delih bavarskih ozemelj, se je Karel Teodor sprva zatekel v nevtralnost. Po francoski zasedbi dela Palatinata oktobra 1792 in po prodoru Francozov v južno Nemčijo leta 1796 pa se je, nerad, zatekel pod okrilje Avstrije.
Tudi Karel Teodor je umrl brez zakonitega naslednika in nasledil ga je volilni knez Maksimilijan IV. Jožef (1799-1806), kasneje prvi bavarski kralj Maksimilijan I. Jožef (1806-1815), iz veje Pfalz-Zweibrücken, ki je dotlej še edina bila zunaj združenih wittelsbaških posesti. Ta je za svojega zunanjega ministra nastavil  Maksimilijana Jožefa Montgelasa (njegov krstni boter je bil Maksimilijan III. Jožef Bavarski), izjemnega pravnika, pristaša razsvetljenstva in idej francoske revolucije, ki je tedaj že imel pripravljen koncept reorganizacije bavarske države. Takoj je okrog sebe zbral sposobno ekipo in v tesnem sodelovanju in medsebojnem zaupanju z volilnim knezom kmalu prevzel vlogo prvega ministra. Takoj je razglasil versko toleranco in izenačil pravice vseh kristjanov ter začel s pripravami za reformo državne uprave. V prvem letu je uspel izriniti vse vojaške predstavnike, ki so se v zadnjih letih vladanja Karla Teodorja ugnezdili v uradih münchenskega dvora.
V Evropi se je začela druga koalicijska vojna (1799-1801/02). Julija 1800 je francoski general Jean Victor Marie Moreau na čelu francoske vojske vkorakal v München. Z mirom v Lunévillu (1801) se je morala Bavarska, tako kot druge nemške države, odreči ozemljem na levi strani Rena. S tem je izgubila Renski palatinat in vojvodino Jülich (in leta 1806 tudi vojvodino Berg na desnem bregu Rena). Montgelas je avgusta 1801 uspel skleniti s Francozi pogodbo, v kateri so ti volilnemu knezu obljubili nadomestilo za izgubljena ozemlja na levem bregu Rena. Obljubo so držali in po zapletenih pogajanjih med Francijo, Prusijo, Rusijo in Avstrijo je Bavarska dobila obsežna ozemlja na Frankovskem in Švabskem. Končni dogovor je bil sprejet na zasedanju reichstaga Svetega rimskega cesarstva, 25. februarja 1803 v Regensburgu (o ozemljih je več napisanega v VP, Kraljevina Bavarska, razdelek Oblikovanje moderne države), dokončno pa ga je potrdil dunajski kongres leta 1815.
Po treh letih miru so se začele priprave na novo vojno. Rusija in Avstrija sta v novembru sklenili zvezo proti Franciji in vanjo vabili tudi Bavarsko. Ta se je izmikala in avgusta 1805 na skrivaj podpisala zavezništvo s Francijo. Po francoski zmagi pri Slavkovu v tretji koalicijski vojni je bila Bavarska za zavezništvo na miru v Bratislavi decembra 1805 nagrajena s Tirolsko in Predarlsko in povzdignjena v kraljevino.

## Potem
Kraljevina Bavarska se je, vključena v Napoleonovo Rensko zvezo, borila na strani Napoleona do jeseni 1813, ko je s pogodbo v Riedu, teden dni pred odločilno bitko narodov pri Leipzigu (16.-19. oktober 1813), prestopila na stran proti-francoske koalicije, pri čemer je lahko ohranila suverenost in status kraljevine. Prvi in drugi pariški mir in dunajski kongres so v letih 1814-5 vzpostavili odnose v ponapoleonski Evropi in začrtali nove meje tudi Kraljevini Bavarski.